# Henry Lawes
Henry Lawes (Salisbury, 5 de desembre de 1595 - Londres, 21 d'octubre de 1662) fou un compositor i músic anglès. Era germà del també compositor William Lawes.
Fou deixeble de Coperario, i el 1625 entrà en la capella reial, i poc temps després en la música particular del rei. A la mort de Carles I hagué de dedicar-se a donar lliçons per a subsistir, per a viure, i la Restauració el reintegrà en els seus càrrecs. Era amic de John Milton i posà música a diverses de les seves poesies i el Comus.
A més, va compondre, la música d'una farsa i la Lamentació d'Ariadna, que passa per la seva obra mestra. També se li deuen; A paraphrase upon the psalms of David (1637), Choice psalmes put into music for theree voices (1648), i Ayres and dialogues (1653, 1655 i 1658).